# Dendrelaphis levitoni
Espèce
Dendrelaphis levitoni est une espèce de serpents de la famille des Colubridae.

## Répartition
Cette espèce est endémique des Philippines. Elle se rencontre à Palawan, à Balabac et à Candaraman.

## Étymologie
Cette espèce a été nommée en l'honneur d'Alan Edward Leviton.

## Publication originale
- van Rooijen & Vogel, 2012 : A revision of the taxonomy of Dendrelaphis caudolineatus (Gray, 1834) (Serpentes: Colubridae). Zootaxa, n. 3272, p. 1–25.